# Grænge Station
Grænge Station er en dansk jernbanestation i Grænge i Toreby sogn på Østlolland.